# Bomarea secundifolia
Bomarea secundifolia là một loài thực vật có hoa trong họ Alstroemeriaceae. Loài này được (Ruiz & Pav.) Baker miêu tả khoa học đầu tiên năm 1882.